# Viviers-sur-Artaut
Viviers-sur-Artaut település Franciaországban, Aube megyében. Lakosainak száma 120 fő (2022. január 1.). Viviers-sur-Artaut Bertignolles, Chacenay, Chervey, Landreville, Loches-sur-Ource és Ville-sur-Arce községekkel határos.

## Népesség
A település népessége az elmúlt években az alábbi módon változott:
| Lakosok száma | 98   | 116  | 126  | 117  | 117  | 122  | 128  | 125  | 123  | 120  |
|               | 1968 | 1982 | 1990 | 2006 | 2013 | 2015 | 2017 | 2019 | 2020 | 2022 |